# Гакенсак (Нью-Джерсі)
Гакенсак (англ. Hackensack) — місто (англ. city) в США, в окрузі Берген штату Нью-Джерсі. Населення — 46 030 осіб (2020).

## Географія
Гакенсак розташований за координатами 40°53′22″ пн. ш. 74°2′45″ зх. д. / 40.88944° пн. ш. 74.04583° зх. д. (40.889398, -74.045698).  За даними Бюро перепису населення США в 2010 році місто мало площу 11,26 км², з яких 10,83 км² — суходіл та 0,43 км² — водойми.

## Демографія
Згідно з переписом 2010 року, у місті мешкало 43 010 осіб у 18 142 домогосподарствах у складі 9713 родин. Було 19375 помешкань
Расовий склад населення:
| - 46,7 % — білих - 24,4 % — чорних або афроамериканців - 10,3 % — азіатів - 0,6 % — корінних американців - 13,6 % — осіб інших рас |

До двох чи більше рас належало 4,4 %. Частка іспаномовних становила 35,3 % від усіх жителів.
За віковим діапазоном населення розподілялося таким чином: 18,7 % — особи молодші 18 років, 68,9 % — особи у віці 18—64 років, 12,4 % — особи у віці 65 років та старші. Медіана віку мешканця становила 37,5 року. На 100 осіб жіночої статі у місті припадало 98,0 чоловіків;  на 100 жінок у віці від 18 років та старших — 96,4 чоловіків також старших 18 років.
Середній дохід на одне домашнє господарство  становив 73 073 долари США (медіана — 55 289), а середній дохід на одну сім'ю — 83 755 доларів (медіана — 67 256). Медіана доходів становила 43 384 долари для чоловіків та 43 050 доларів для жінок. За межею бідності перебувало 15,8 % осіб, у тому числі 25,9 % дітей у віці до 18 років та 12,4 % осіб у віці 65 років та старших.
Цивільне працевлаштоване населення становило 23 166 осіб. Основні галузі зайнятості: освіта, охорона здоров'я та соціальна допомога — 25,6 %, науковці, спеціалісти, менеджери — 13,0 %, мистецтво, розваги та відпочинок — 10,7 %, роздрібна торгівля — 10,1 %.